# Linia kolejowa nr 842
Linia kolejowa nr 842 – pierwszorzędna, jednotorowa, zelektryfikowana linia kolejowa łącząca rozjazd 230. z rozjazdem 237. w rejonie KHA stacji Kielce Herbskie.
Linia umożliwia przejazd pociągów z kierunku Szczukowic na rejon towarowy KHA z pominięciem rejonu KHB Kielc Herbskich.